# 黒鉄ぷかぷか隊
『黒鉄ぷかぷか隊』（くろがねぷかぷかたい）は栗橋伸祐による日本の戦争漫画作品である。『MC☆あくしず』（イカロス出版）にて創刊号(2006年6月)からVol.49(2018年8月号)まで連載されていた。

## ストーリー
1944年（昭和19年）秋、盟邦ドイツ海軍から「通商破壊作戦」を持ちかけられた日本海軍がインド洋でイギリスの通商路を撹乱する仮想戦記である。舞台はインド洋で沈没するイギリス商船が日本海軍のポケット戦艦「畝傍」に撃沈された場面から物語は始まる。物語の特色として正規の乗員がチフスで病院送りとなったため、乗員を急遽女性軍人で定員合わせをして出撃をしたという設定であり、他にもドイツ海軍やイギリス海軍でも女性の将官が存在する。

## 登場人物

### 日本海軍
別当艦長
日本海海戦も経験した古強者（ふるつわもの）。現在は艦橋の一角に設けられた「一日一善｣の掛け軸が掛けられた畳張りの和室で茶をすすり、盆栽を愛で、朝の乾布摩擦を欠かさない好々爺。しかし、南緯40度の暴風雨の中でも座布団に座り、茶をすするいつもの姿勢を崩さない只者ではない風格を漂わす。
九鬼副長
黒髪をショートカットにした真面目で規律を重んじる「委員長タイプ」。乗員に対する説教が多いが、部下や兵や同盟国軍人からの信頼は篤い。非公式に「クッキー」の愛称で親しまれている。空手黒帯の腕前で、オール片手に襲い掛かってきたオランダ船員を逆に殴り倒し撃退した経歴を持つ。間宮内務長やニナ艦長やメアリー艦長から性別を超えて狙われている。
間宮内務長
九鬼を冷静沈着にサポートし、時には刀を抜いて九鬼に仇名す狼藉者を居合い切りで始末する（服だけを切り裂く腕前）。市松人形のようなベリーロングヘアの髪型に白軍服を着こなす麗人で艦内にはファンクラブさえある。しかし、内面は九鬼副長命で触れられただけで赤面し、動悸が出るほどのレズだが、相手が天然な朴念仁なために気付かれてくれない。そのため2話目から妄想癖が出てきた。白兵戦では最強クラスの強さを誇り、カットラスを破壊する、銃弾を見切って斬り捨て、相手の拳銃を叩き切る程である。
小浜砲雷長
ウェーブヘアのもみあげを耳元でロールさせている髪型が特徴的なグラマーな女性。作戦行動中も化粧と髪型のセットは欠かさないマイペースさを持ち、副長から窘められても動じない。もっとも、それは堅物の副長をからかうのも兼ねているのだが。夜直明けの寝不足時に普段の優雅が抜けて危険な状態となる。同盟国の軍人を風呂に叩き込む事もする。
千賀航海長
髪を後頭部でアップに纏めた髪型で真円形の眼鏡をかけた落ち着いた女性。普段は無口で淡々と仕事をこなす大人の女性だが、小浜砲雷長につられて九鬼副長に鋭いツッコミを入れる人柄もある。九鬼の堅物な性格を気に入っている。
小早川機関長
機関室を束ねる筋骨隆々の機関長。柔道有段者。半面、艦船から手に入れた素材を元に服をデザインするなど、器用な一面もある。
村上主計長
「畝傍」の補給を司る主計長の長にして、艦内の売店を管轄する酒保長。艦内新聞「うねびの友」も刊行している。
来島キク
おかっぱ頭の畝傍の水上偵察機パイロットで愛称は「キク」「チビクル」。畝傍の乗員で最も背が低い。艦内でも迷うほどの方向音痴であるが、操縦は天才的。その腕前はフロートをつけた水上機でイギリス海軍のフェアリー・フルマー艦上戦闘機を撃退する程である。
能島阜子
ロングヘアーの髪に眠そうな目付きが特徴の女性。愛称は「あっちゃん」。来島とコンビを組む水上航法士で来島の保護者的存在。畝傍の乗員で最も背が高い

### ドイツ海軍
ニーナ・シュトルベルガー艦長
ドイツ海軍のUボート「U800｣の艦長にして鉄十字勲章を胸元に持つエースで愛称は「ニナ」。ロングの髪をもみ上げで三編みにしている。潜水艦暮らしのために体臭がキツくなっており九鬼から畝傍での入浴を勧められるが、それは部下とおなじ環境で戦うと言う意思の現れであり部下思いの艦長である。しかし、彼女の性癖は「匂いフェチ」なために実益も兼ねているとも言える。しかし、あまりの体臭に就寝していた小浜を起こしてしまい風呂に叩き込まれた上にデッキブラシで洗われてしまった。その折に九鬼から渡されたシャツを嗅いで悦ぶ同性愛趣味を匂わせるなど真性である。白兵戦では鞭を使う。アンとは犬猿の仲。

### イギリス海軍
アン艦長
栗色のセミロングを首元で無造作にくくった髪型の女性で「赤毛の蛇女」の異名を持つ（ニナ命名）。イギリス海軍C級駆逐艦「カットラス｣の艦長で日常的にメアリ副長にキスから始まる百合行為を迫り、何かと脱がす。また、船団護衛任務中に保護すべき沈没船の乗員の乗るカッター目掛け魚雷を射出したり、商船を囮にして逃げるなど行動に問題がある。こんな性格だが前線で勇敢に指揮を執る姿は部下男女共に慕われており信任は篤い。体術にも優れており、殴りかかってきた九鬼の拳をかわしディープキスをする程である。ニナには北海で乗艦を沈められた経歴がありライバル視している。
メアリ副長
背が低く、ショートヘアの髪型をした女性。アンの副長を務めているために日常的に百合行為を受けているが本人も同じ趣味嗜好のため問題はない。しかし、アンが九鬼に手を出した時は両手にカトラスを持って九鬼の顔を切り刻もうとしたり、アンの危機に九鬼を駆逐艦の主砲ゼロ距離射撃で始末するなど手段を選ばないする暴力的ヤンデレである。
普段は持ち前の視力の良さで夜間でも発砲炎で畝傍をいち早く発見するなど索敵能力で艦長をサポートする。
ジョアンナ・ラカム艦長
左目元に泣きほくろのあるショートカットの髪型の女性で重巡洋艦「エウロパ」の艦長。謹厳実直な性格で風紀を乱しがちなアン艦長との仲は険悪。

## 登場兵器

### 日本（艦船）
重巡洋艦「畝傍」
本艦はドイツ海軍から通商破壊戦を持ちかけられた日本海軍が泥縄的に完成させた通商破壊艦用の重巡洋艦である。日本海軍での区分は重巡洋艦に分類される。民間造船所で建造中であった船体を徴用して兵装を儀装した。主砲は元準弩級戦艦で武装を撤去して標的艦となった「摂津」の主砲塔を流用している。
- 全長：180.6m
- 全幅：21.3m
- 吃水：不明
- 基準排水量：10,000トン（公称値）
- 兵装
  - 安式 30.5cm（50口径）連装砲2基
  - 三年式 14cm（50口径）単装速射砲8基
  - 八九式 12.7cm（40口径）連装高角砲3基
  - 九六式 25mm（60口径）連装機銃2基
  - 61cm水上魚雷発射管3連装2基
  - 機関：型式不明ディーゼル機関10基2軸推進
  - 最大出力：69,250hp
  - 最大速力：29.0ノット
  - 航続性能：20ノット/12,000海里

- 乗員：500名

### 日本（航空機）
しおからトンボ
九三式練習機の後継として開発された十一試水上中間練習機の改良機。エンジンを「寿」二型改一から「栄」一二型に換装すると共に、双フロートから単フロートに改めた。なお、「畝傍」搭載に当たりパイロット席を来島キクの身長に合わせて小さくしている。
- 全幅：12.2m
- 全長：9.3m
- 全高：4.0m
- 全備重量：2,700kg
- 発動機：「栄」一二型」
- 最大出力：950hp
- 最大速度：350km
- 航続距離：1,150km
- 武装：7.7mm機銃単装3機（機首2丁、旋回1丁）
- 乗員：2名

二式水上戦闘機

### ドイツ（艦船）
潜水艦「U800」
本艦はドイツ海軍の潜水艦（Uボート）の一隻で搭載燃料の増加で航続距離の延伸を図ったIＸC型の1隻である。ちなみに「U800｣は艦長以下、乗員が女性だけの編成となっている。

### イギリス（艦船）
駆逐艦「カットラス」（架空）
軽巡洋艦「アルデバラン」（架空）
重巡洋艦「エウロパ」（架空）

### イギリス（航空機）
フェアリー フルマー

## 単行本
栗橋伸祐 『黒鉄ぷかぷか隊』 全5巻、イカロス出版による商業誌は4巻までで最終巻となる5巻は栗橋のサークル「まろん組」の同人誌となる。
1. 2008年12月15日発行 ISBN 978-4863201408
2. 2011年6月8日発行 ISBN 978-4863204669
3. 2013年12月21日発行 ISBN 978-4863208148
4. 2016年7月30日発行 ISBN 978-4802202244
5. 2019年12月31日発行